# 梅德韋德科沃站
梅德韋德科沃站（羅馬化：Medvedkovo）是莫斯科地鐵卡盧加－里加線的一個車站，也是卡盧加－里加線最北端的一個車站，開通於1978年9月29日。該站的設計特徵是粉紅色大理石和帶有不銹鋼的支柱。